# Bathysauropsis
Bathysauropsis (Gr.: „bathys“ = tief; „saurodes“ = Eidechse; „opsis“ = Aussehen) ist eine Gattung kleiner bis mittelgroßer Tiefseefische. Die Gattung enthält nur zwei Arten und ist die einzige der Unterfamilie Bathysauropsinae in der Familie Ipnopidae. Bathysauropsis-Arten leben im circumglobal in den Ozeanen der südlichen Hemisphäre und in den Meeren um Indonesien in Tiefen von 800 bis 2800 Metern.

## Merkmale
Bathysauropsis sind kleine bis mittelgroße Fische, die eine Maximallänge von 45 cm erreichen. Ihr Körper ist schlank und annähernd zylindrisch, im Querschnitt fast rund und nur im hinteren Abschnitt wenig seitlich abgeflacht. Die Augen sind groß und sitzen dorsolateral. Die Pupillen sind elliptisch. Das Maul ist groß, die Maulspalte reicht bis hinter die Augen. Der Unterkiefer steht vor. Die Kiefer- und Gaumenzähne sind nadelartig und klein. Die Zunge ist zahnlos. Alle Flossen sind ohne Flossenstacheln. Die einzige kurze Rückenflosse befindet sich in der vorderen Körperhälfte direkt über den Bauchflossen. Die Afterflosse steht weiter hinten, die Schwanzflosse ist gespalten und wird von 19 Hauptstrahlen gestützt. Eine kleine Fettflosse ist vorhanden. Die Schuppen sind cycloid und fallen leicht ab. Leuchtorgane fehlen.

## Systematik
Bathysauropsis wurde 1911 durch den britischen Ichthyologen Charles Tate Regan beschrieben und in die Familie der Netzaugenfische (Ipnopidae) gestellt. 2002 wurde für die Gattung die monotypische Familie Bathysauropsidae aufgestellt, die später zu einer Unterfamilie der Ipnopidae wurde.

## Arten
Es gibt lediglich zwei Arten:
- Bathysauropsis gracilis (Günther, 1878)
- Bathysauropsis malayanus (Fowler, 1938)